# Еритреја на Летњим олимпијским играма 2008.
Ерутреји је ово било треће учешће на Летњим олимпијским играма. Делегација Еритреје на Олимпијским играма 2008. у Пекингу је била састављена од 10 спортиста (осам мушкараца и две жена), који су се такмичили у шест аткетских дисциплина.
Заставу Еритреје на свечаном отварању Игара носила је атлетичарка Симрет Султан.
На овим играма спортисти Еритреје нису освојили ниједну медаљу.

## Резултати по дисциплинама

### Атлетика

#### Мушкарци
| Атлетичар            | Дисциплина | Лични рекорд | Група    | Група         | Полуфинале | Полуфинале   | Финале           | Финале       | Детаљи |
| Атлетичар            | Дисциплина | Лични рекорд | Резултат | Место         | Резултат   | Место        | Резултат         | Место        | Детаљи |
| -------------------- | ---------- | ------------ | -------- | ------------- | ---------- | ------------ | ---------------- | ------------ | ------ |
| Hais Welday          | 1.500 м    | 3:36,9       | 3:45,06  | 9. у гр 2     |            |              | Није се пласирао | 39/47 (50)   |        |
| Али Абдала           | 5.000 м    | 13:10.71     | 13:49,68 | 5. у гр 2     |            |              | Није се пласирао | 21/38 (43)   |        |
| Кидане Тадесе        | 5.000 м    | 13:13,17     | 13:37,72 | 4. у гр. 1 КВ | 13:28,40   | 10 / 38 (43) |                  |              |        |
| Кидане Тадесе        | 10.000 м   | 26:37.25     |          |               |            |              | 27:36.11         | 11 / 35 (39) |        |
| Зерсенај Тадесе      | 10.000 м   | 26:37,25 НР  | 27:05,11 | 5 / 35 (39)   |            |              |                  |              |        |
| Teklemariam Medhin   | 10.000 м   | 27:46,50     | 28:54,33 | 32/35 (39)    |            |              |                  |              |        |
| Јаред Асмерон        | маратон    | 2:08:34      |          |               |            |              | 2:11:11          | 8 / 78 (98)  |        |
| Yonas Kifle          | маратон    | 2:07:34 НР   | 2:20:23  | 36 / 78 (98)  |            |              |                  |              |        |
| Tesfayohannes Mesfen | маратон    | 2:12:17      | НЗ       | НЗ            |            |              |                  |              |        |

#### Жене
| Атлетичар          | Дисциплина | Лични рекорд | Група       | Група     | Полуфинале | Полуфинале | Финале            | Финале      | Детаљи         |
| Атлетичар          | Дисциплина | Лични рекорд | Резултат    | Место     | Резултат   | Место      | Резултат          | Место       | Детаљи         |
| ------------------ | ---------- | ------------ | ----------- | --------- | ---------- | ---------- | ----------------- | ----------- | -------------- |
| Симрет Султан      | 5.000 м    | 15:16,33 НР  | 15:16,25 НР | 8. у гр 1 |            |            | Није се пласирала | 17/30 (32)  |                |
| Nebiat Habtemariam | маратон    | 2:32:04 НР   |             |           |            |            | 2:37:03           | 47/ 69 (82) | [ мртва веза ] |